# Michael Staines (aviron)
Michael Staines, né le 30 mai 1949 à Guildford au Royaume-Uni, est un rameur d'aviron américain. 

## Carrière
Michael Staines participe aux Jeux olympiques de 1976 à Montréal et remporte la médaille d'argent avec le deux sans barreur américain avec son coéquipier Calvin Coffey.